# Odonteleotris
Odonteleotris is een geslacht van straalvinnige vissen uit de familie van slaapgrondels (Eleotridae).

## Soorten
- Odonteleotris canina (Bleeker, 1849)
- Odonteleotris macrodon (Bleeker, 1854)
- Odonteleotris polylepis (Herre, 1927)